# Västra Vemmerlövs landskommun
Västra Vemmerlövs landskommun var en tidigare kommun i dåvarande Malmöhus län.

## Administrativ historik
Kommunen bildades i Vemmerlövs socken i Skytts härad i Skåne när 1862 års kommunalförordningar trädde i kraft. Namnet var före 17 april 1885 Vemmerlövs landskommun.
Vid kommunreformen 1952 uppgick kommunen i Skegrie landskommun som uppgick 1967 i Trelleborgs stad som 1971 ombildades till Trelleborgs kommun.